# Cattedrale di Sant'Andrea (San Pietroburgo)
La cattedrale di Sant'Andrea (in russo Андреевский собор?, Аndreevskij sobor), ufficialmente cattedrale del Santo Apostolo Andrea Protocleto (in russo cобор Святого Апостола Андрея Первозванного?, sobor Svjatovo Apostola Andreja Pervozvannovo), è una cattedrale situata sull'Isola Vasil'evskij a San Pietroburgo. Consacrata a Sant'Andrea è stata l'ultima cattedrale barocca costruita a San Pietroburgo.
La cattedrale fu concepita al tempo di Pietro il Grande come chiesa capitolare del primo ordine cavalleresco russo, quello di Sant'Andrea. Il più famoso architetto dei paesi nordici, Nicodemus Tessin il Giovane, venne chiamato a progettare una chiesa che assomigliasse alla Cattedrale di San Paolo a Londra e che superasse i 430 piedi di lunghezza.
Quando Tessin presentò finalmente i suoi progetti, lo zar era ormai morto e il costoso progetto fu sospeso. Due anni dopo, Giuseppe Trezzini, un architetto cittadino di San Pietroburgo, fece sgomberare il territorio dietro l'edificio dei Dodici Collegi dal legno e costruì una modesta chiesa in legno, che vene consacrata l'8 ottobre 1732 da Feofan Prokopovič a Sant'Andrea. L'imperatrice Anna donò gli arredi alla chiesa, mentre l'iconostasi richiesta dall'uso ortodosso fu presa da una cappella del vicino Palazzo Menshikov.
Poiché la chiesa in legno si rivelò troppo piccola per ospitare la sempre più crescente congregazione, Trezzini progettò una chiesa in pietra, che fu fondata il 2 luglio 1740 nelle vicinanze della cattedrale in legno. Il guscio della chiesa fu eretto in cinque anni, ma i lavori di decorazione ne impedirono la consacrazione fino al 1760. Fu qui che Mikhail Lomonosov e Vasilij Tredjakovskij prestarono giuramento come professori dell'Accademia imperiale delle scienze il 30 luglio 1745. La struttura, dedicata ai Three Holy Men, è ancora in piedi.

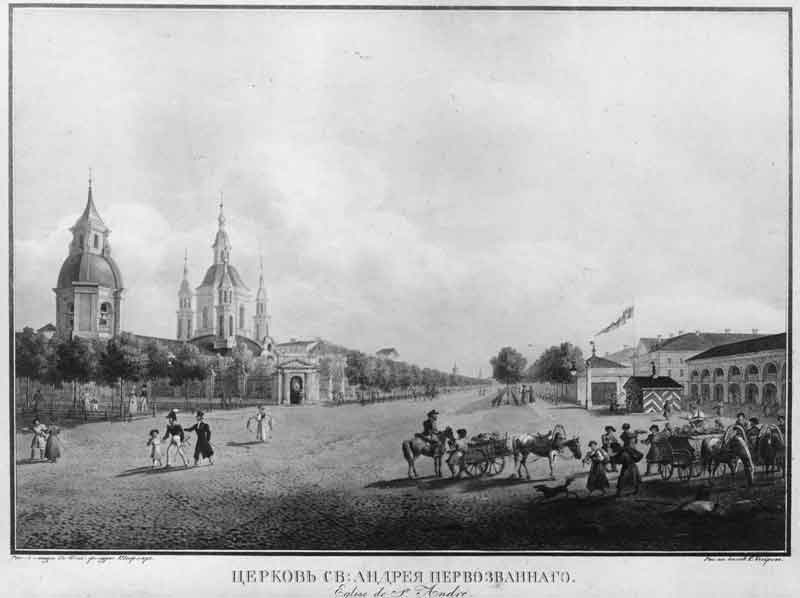
Veduta della cattedrale all'inizio del XIX secolo.

Il 4 luglio 1761 la cattedrale di legno fu colpita da un fulmine e venne distrutta dall'incendio che scoppiò. L'architetto Alexander Whist (1722-1794) fu incaricato di progettare una nuova cattedrale in pietra. Sebbene fondata il 18 luglio 1764, la chiesa richiese 22 anni per essere completata. Una delle causa principali di questo ritardo fu il crollo della sua cupola avvenuto il 6 agosto 1766 che costò all'architetto l'arresto. La cattedrale venne infine consacrata il 21 marzo 1780.
La decorazione della cattedrale è sobria, sebbene l'imperatore Paolo, nel riaffermare la sua importanza come chiesa capitolare del più antico ordine cavalleresco russo, abbia fatto decorare l'ingresso con un rilievo che rappresenta l'ordine portato da due angeli. Fino al 1813 un posto speciale nella cattedrale era riservato allo zar.
Il campanile piramidale, attaccato alla chiesa da un refettorio, venne costruito su due livelli nel 1784-1786 e in passato ospitava ben dieci campane, la più grande delle quali pesava più di quattro tonnellate. La sommità del campanile venne ristrutturata nel 1850 mentre l'interno della cattedrale venne ristrutturato sette anni dopo.

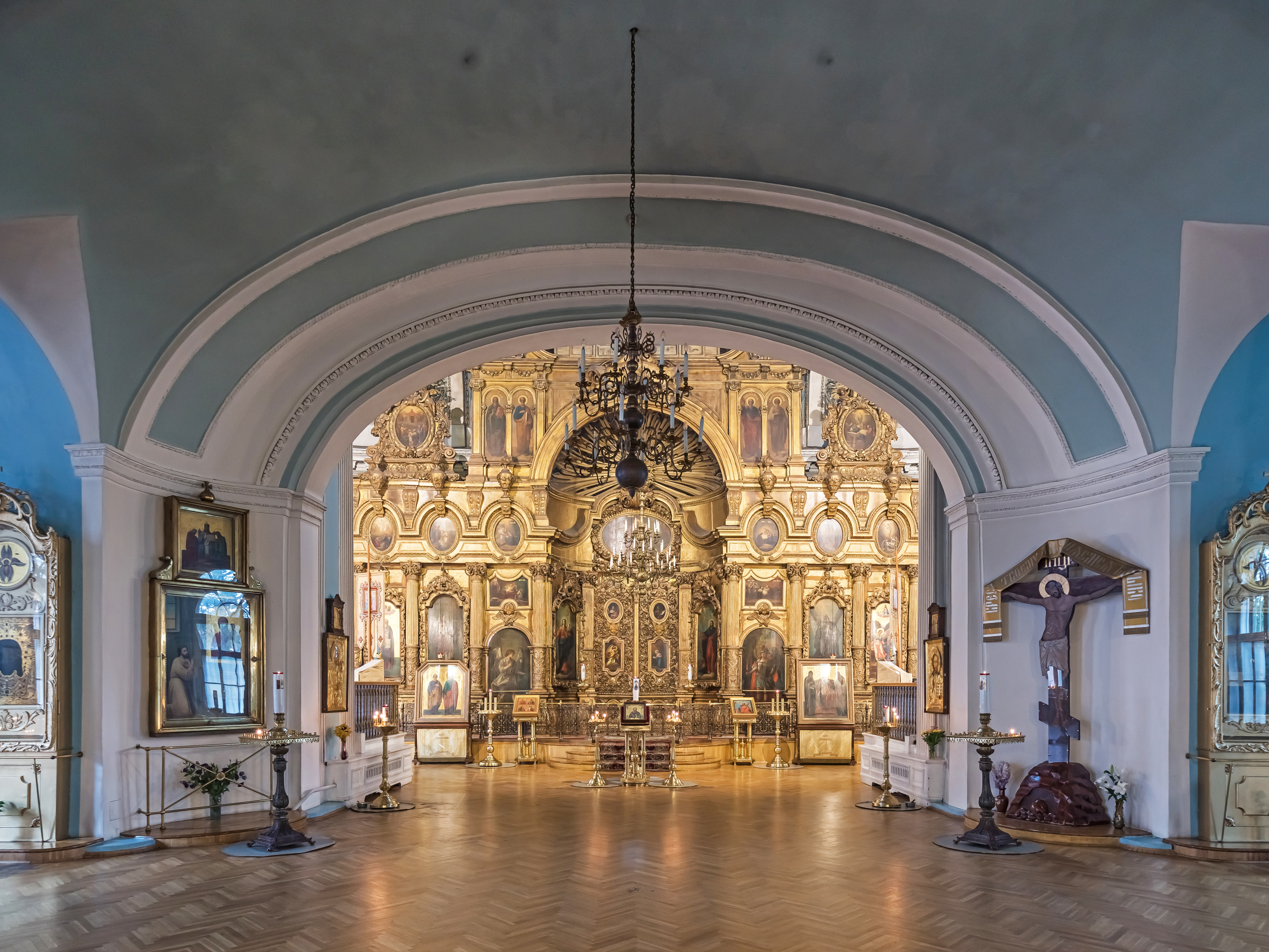
Interno della Cattedrale di Sant'Andrea

Dopo la Rivoluzione russa del 1917, i bolscevichi confiscarono molti oggetti di valore che si trovavano nella cattedrale. Il 24 aprile 1924 una folla di diverse centinaia di fedeli tentò di difendere le icone e si scontrò con i membri del "comitato di espropriazione". Come conseguenza dei disordini, la cattedrale fu consegnata ai rinnovatori, una setta sponsorizzata dallo stato che cercava di conciliare gli ideali del Cristianesimo e del Comunismo.
Il 16 maggio 1938 la cattedrale venne chiusa, i suoi sacerdoti arrestati e le sue campane distrutte. Fortunatamente, l'imponente iconostasi barocca venne restaurata, mentre un'icona del XVII secolo con i ritratti del patriarca Nikon e dello zar Alessio fu portata al Museo russo. Durante l'assedio di Leningrado, la cupola fu dotata di cannoni che aiutarono a proteggere l'area dai bombardamenti intensivi.
Nel 1992 la cattedrale di Sant'Andrea e la chiesa dei Three Holy Men furono restituite alla Chiesa ortodossa russa. Nel 2001, un obelisco fu svelato di fronte alla chiesa per commemorare il terzo centenario del restaurato Ordine di Sant'Andrea.